# Flabellum apertum
Flabellum apertum är en korallart. Flabellum apertum ingår i släktet Flabellum och familjen Flabellidae.

## Underarter
Arten delas in i följande underarter:
- F. a. apertum
- F. a. borealis